# Analogue (Unternehmen)
Analogue, Inc. ist ein 2011 in den USA gegründeter Hersteller von Videospielkonsolen. Das Unternehmen konstruiert, produziert und vertreibt seine Produkte sowie deren Software weltweit. Analogue hat einen Unternehmenssitz in Seattle, Washington, USA und einen weiteren in Hongkong.
Analogue ist darauf spezialisiert, Hardware für alte Datenträger großer Hersteller wie Sega und Nintendo zu produzieren, die von diesen nicht mehr unterstützt werden. Die Produktpalette des Unternehmens umfasst unter anderem die Modelle Pocket, Mega Sg, Super Nt, Nt mini und Nt.
Das Unternehmen gilt als Marktführer unter den Herstellern sogenannter Retro-Konsolen. Die Produkte werden im High-End-Segment verortet. Time zählte die Konsole Analogue Mega Sg zu den „Besten Erfindungen 2019“.

## Produkte
Das Unternehmen veröffentlichte bis heute sieben Systeme. Zwei weitere wurden angekündigt.
- Analogue CMVS (2011)
- Analogue Arcade Stick (2012)
- Analogue Nt (2014)
- Analogue Nt mini (2016)
- Analogue Super Nt (2017)

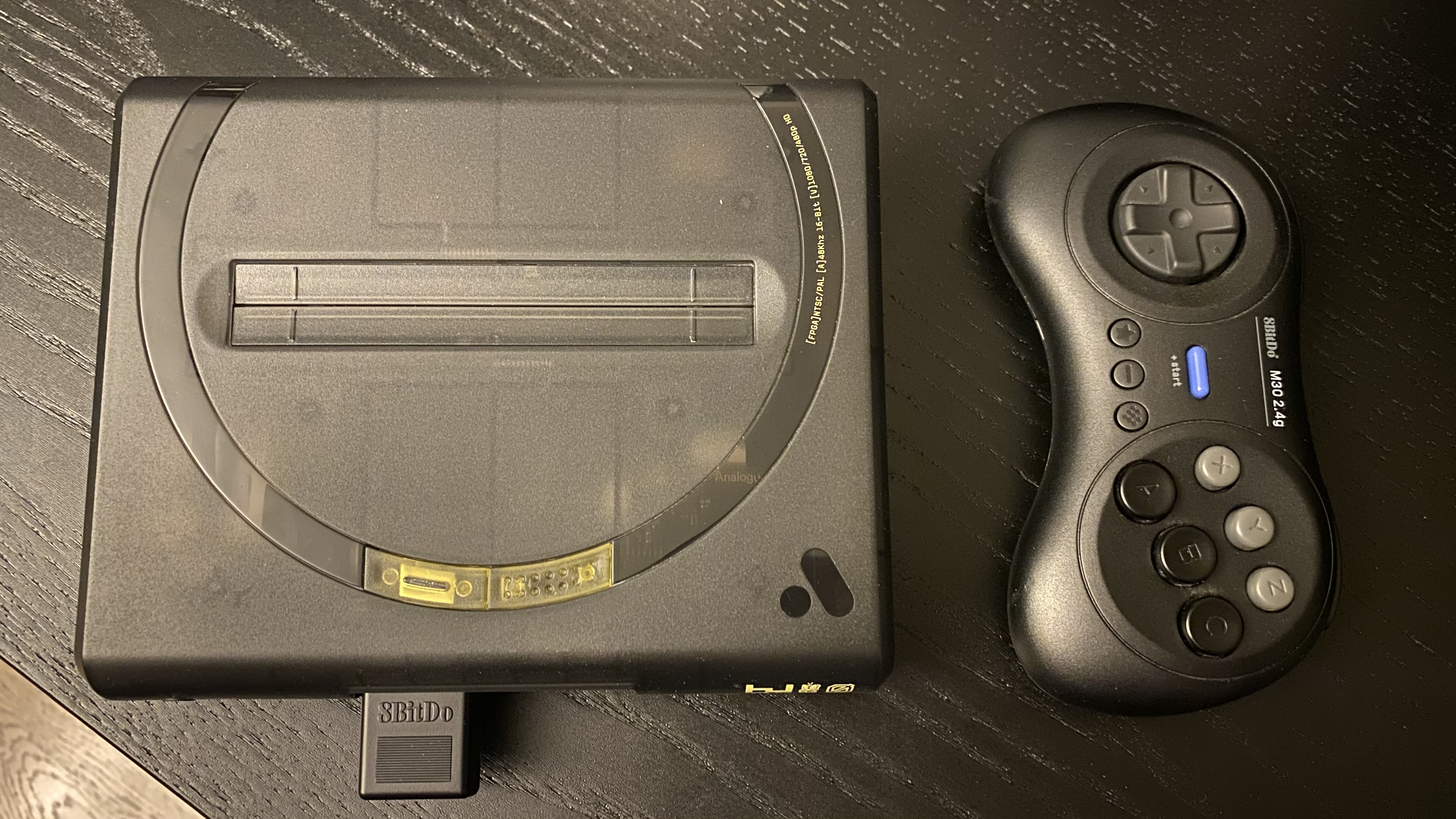
Analogue Mega Sg (2018)
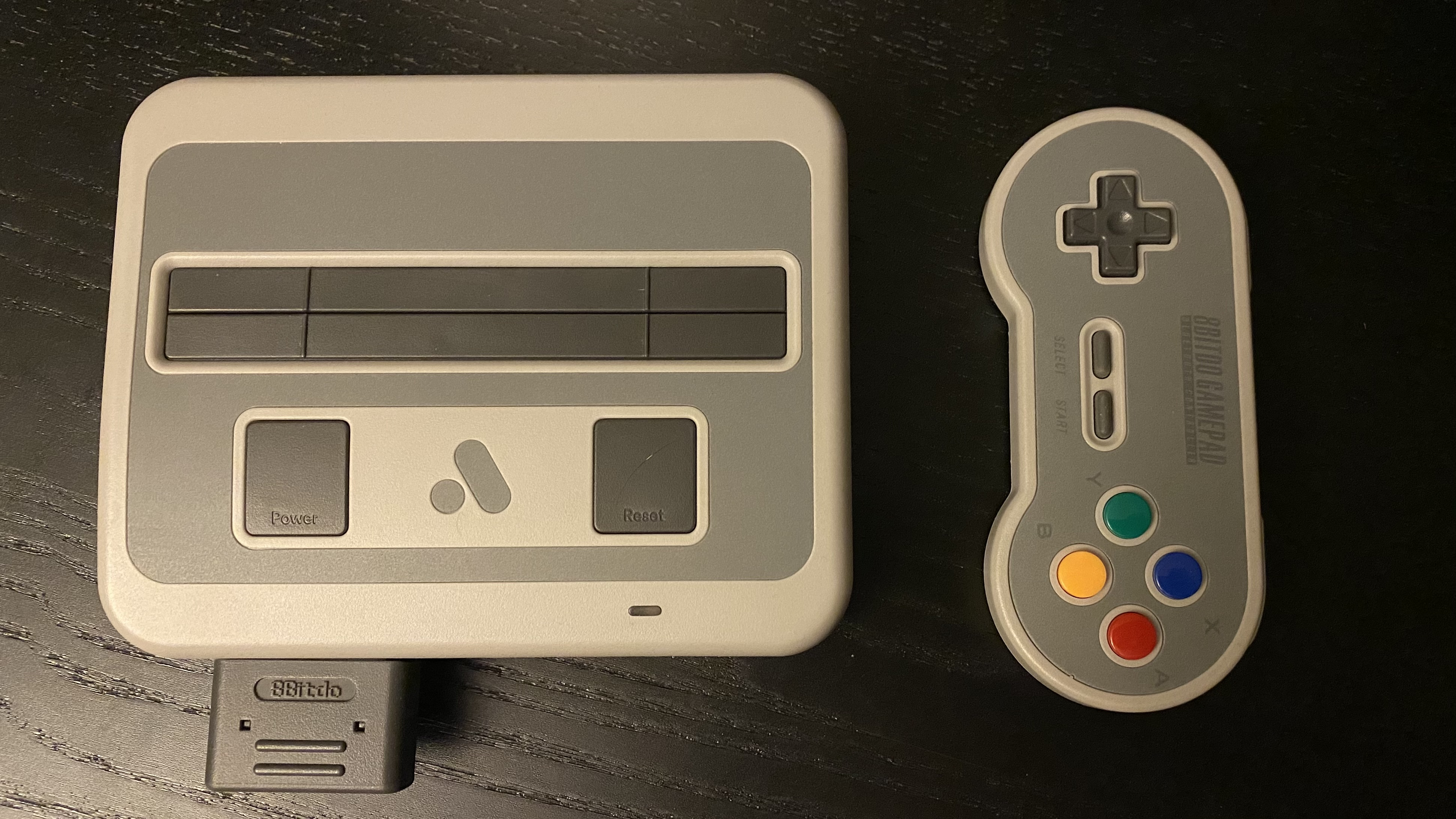
Super Nt

- Analogue Pocket (2019)
- Analogue Duo (2020 angekündigt)
- Analogue 3D (2023 angekündigt)

- Mega Sg
- Super Nt